# Chawki Bentayeb
Ahmed Chawki Bentayeb (ur. 1 maja 1962 w Al-Ajn al-Bajda) – algierski piłkarz grający na pozycji napastnika. W swojej karierze rozegrał 4 mecze i strzelił 1 gola w reprezentacji Algierii.

## Kariera klubowa
Swoją karierę piłkarską Bentayeb rozpoczął w klubie ISM Aïn Béïda. Zadebiutował w nim w sezonie 1981/1982. W 1983 roku przeszedł do Chlef SO i grał w nim do 1986 roku. W latach 1986–1990 ponownie był zawodnikiem Aïn Béïda (w sezonie 1988/1989 był królem strzelców pierwszej ligi algierskiej), a w latach 1990-1994 występował w WA Mostaganem. W sezonie 1994/1995 występował w USM Aïn Béïda. W nim też zakończył karierę.

## Kariera reprezentacyjna
W reprezentacji Algierii Bentayeb zadebiutował 12 grudnia 1985 roku w przegranym 1:3 towarzyskim meczu z Węgrami, rozegranym w Monterrey. W debiucie strzelił gola. W 1988 roku powołano go do kadry na Puchar Narodów Afryki 1988. Rozegrał na nim dwa mecze: grupowy z Zairem (1:0) i o 3. miejsce z Marokiem (1:1, k. 4:3). Z Algierią zajął 3. miejsce w tym turnieju. Od 1985 do 1988 roku rozegrał w kadrze narodowej 4 mecze i strzelił 1 gola.